# Scopula quinquelineata
Scopula quinquelineata là một loài bướm đêm trong họ Geometridae.